# Robert Bridge Richardson

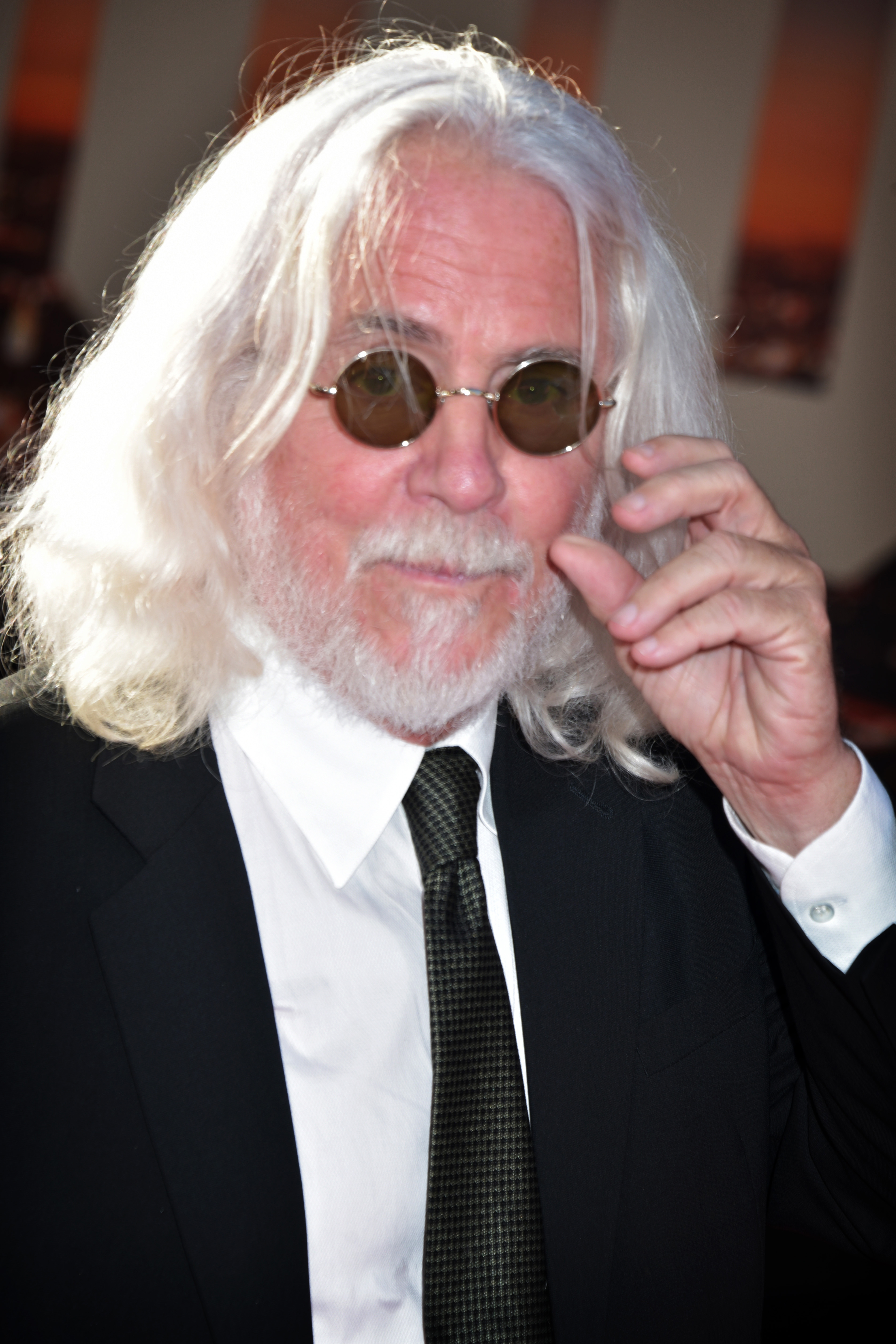
Robert Bridge Richardson in 2019

Robert Bridge Richardson (Hyannis, 27 augustus 1955) is een Amerikaanse cameraman. Hij won drie Academy Awards en werd genomineerd voor vier BAFTA's. Hij werkt vaak samen met dezelfde regisseurs. Zo maakte hij al meerdere films met Martin Scorsese, Oliver Stone en Quentin Tarantino.

## Biografie
Robert Richardson werd geboren op 27 augustus 1955 in Hyannis, Massachusetts in de Verenigde Staten. Hij studeerde af aan de "Rhode Island School of Design" met een bachelordiploma in Film/Animatie/Video. Een masterdiploma kreeg hij aan het "Amerikaans Filminstituut". Zijn carrière als cameraman begon in 1982 toen hij An Outpost of Progress van regisseur Dorian Walker filmde.
In 1986 begon zijn eerste samenwerking met Oliver Stone. Hij was cameraman op de set van zowel Salvador als Platoon. Die laatste film leverde hem zijn eerste Oscar- en BAFTA-nominatie op. Na Dudes (1987) van Penelope Spheeris werkte hij weer samen met Stone, deze keer voor de film Wall Street (1987). Na de films Eight Men Out (1988) en Talk Radio (1988) kroop Richardson achter de camera voor de film Born on the Fourth of July (1989). Hij werd beloond met een tweede Oscar-nominatie.
In 1991 maakte Oliver Stone JFK, het complexe verhaal rond de moord op John F. Kennedy. De film won twee Oscars, waarvan er een voor Richardson was. Vier jaar later werkte hij voor de eerste maal samen met Martin Scorsese, die voordien vooral beroep deed op cameramannen Michael Chapman en Michael Ballhaus. Scorsese en Richardson creëerden Casino (1995). De film werd als de opvolger van Goodfellas (1990) bestempeld. De film heeft als hoofdlocatie Las Vegas, een kleurrijke stad waar Richardson handig gebruik van maakte. Bovendien speelde hij ook voortdurend met de belichting. De meeste scènes werden bewust overbelicht om zo een uniek effect te verkrijgen. Het was ook de eerste keer dan Richardson met 35mm-film werkte.
Snow Falling on Cedars (1999) werd de vierde film die Richardson een Oscar-nominatie opleverde. In 2003 werkte Richardson mee aan de nieuwste film van Quentin Tarantino. Kill Bill vol.1 werd een bloederige kung-fu en Bruce Lee hommage. Het gebruik van moderne beeldtechnieken maakte van de film een commercieel succes. In 2004 volgde de sequel Kill Bill vol.2. In hetzelfde jaar filmde hij ook de nieuwste film van Scorsese. Vele filmcritici dachten dat The Aviator eindelijk een Oscar voor de regisseur zou opleveren, maar ze bleken ongelijk te hebben. Richardson won dankzij deze film wel zijn tweede Oscar.
In 2006 filmde hij The Good Shepherd van regisseur/acteur Robert De Niro. Voor het camerawerk van Tarantino's oorlogsfilm Inglourious Basterds (2009) werd hij opnieuw genomineerd voor een Oscar. In 2010 kwam Shutter Island uit, de vijfde samenwerking tussen Scorsese en Richardson. Een jaar later volgde Hugo die hem zijn derde Oscar zou opleveren. In 2013, 2016 en 2019 werd hij genomineerd voor een Oscar voor zijn werk in drie films van Tarantino, respectievelijk Django Unchained, The Hateful Eight en Once Upon a Time in Hollywood.
- Biblioteca Nacional de España: XX1167598
- Bibliothèque nationale de France: cb141319216 (data)
- Gemeinsame Normdatei: 129591742
- International Standard Name Identifier: 0000 0001 1691 7655
- Library of Congress Control Number: no2005065915
- Nationale Bibliotheek van Tsjechië: xx0167244
- Nationale Bibliotheek van Israël: 987007439575505171
- Système universitaire de documentation: 060886803
- Virtual International Authority File: 100239602
- WorldCat: E39PBJh8TkwxMhp9cYtyX4JkXd